# Кхудджуттара
Кхудджуттара — последовательница (упасика, шравака) Будды Шакьямуни, считающаяся самой выдающейся мирянкой в области знания дхармы и, наряду с Велукандакией, одной из двух самых выдающихся учениц-мирянок Будды.
Согласно комментатору Дхаммапале, ей приписывается авторство книги Итивуттаки (собрание из 112 коротких бесед) из канона Кхуддака Никаи. Согласно комментариям к палийскому канону, Кхудджуттара была дочерью казначея и служанкой у королевы Самавати, одной из жён царя Удены, правителя государства Каушамби. Поскольку королева не могла сама слушать речи Будды, она отправила вместо себя Кхудджуттару, которая оказалась столь искусна в их запоминании, что смогла затем передать их точное содержание королеве и 500 другим служанкам.
Будда в своих наставлениях Самъютта-никая поставил её в пример подражания для женщин-буддисток с самого юного возраста, наряду с Велукандакией.